# Francisco Javier González Muñoz
Francisco Javier González Muñoz (Córdoba, 1 de febrero de 1989) más conocido como Fran González es un futbolista español que juega en la demarcación de defensa / centrocampista para el Montilla Club de Fútbol de la División de Honor andaluza.

## Trayectoria
Formado en las categorías inferiores del Séneca CF y del juvenil del Real Madrid CF, Córdoba Club de Fútbol, González debutó en la temporada 2008-09 con la UD Almería B, en Tercera División. En las siguientes temporadas compitió en Segunda División B, representando a Lucena CF (dos temporadas), Deportivo de La Coruña B [2] y Real Zaragoza B. Con el Real Zaragoza debutó con el primer equipo el 23 de enero de 2013, en un encuentro que acabaría siendo expulsado en una derrota por 0-4 ante el Sevilla FC en la Copa del Rey de la temporada.
En agosto de 2013, González firmó el Córdoba CF B de su ciudad natal. El 21 de julio de 2014 firmó por el Hércules CF, recién descendido a la Segunda División B. Fran González coincidió con Pacheta, en ese momento entrenador del equipo alicantino, en la selección que organiza el sindicato de jugadores AFE para los futbolistas que estaban en paro.
El 21 de febrero de 2017  firmó un contrato con el equipo polaco Bytovia Bytów .
El 9 de julio de 2018, firmaría por el Lee Man FC de la Primera División de Hong Kong. El 9 de agosto de 2018, fue nombrado capitán del conjunto asiático, después de la marcha de Chiu Chun Kit. El 27 de abril de 2019, marcó el gol con el que Lee Man fue el ganador en la final de la Copa Sapling contra Yuen Long.
El 6 de julio de 2019, anunció su rescisión de contrato con Lee Man para unirse a Mohun Bagan AC de la I-League para jugar a las órdenes del técnico español Kibu Vicuña. 
El 14 de febrero de 2020, anotó un triplete contra NEROCA en la I League. En marzo de 2020, Mohun Bagan AC se convierte en campeones de la I-League, la segunda categoría del fútbol hindú, que le permitiría el año siguiente el ascenso a la Superliga de India.
Para la temporada 2020-21, firma por el Bengaluru Football Club de la Superliga de India, para ponerse a las órdenes de Carles Cuadrat.
En junio de 2025 ficha por el Montilla Club de Fútbol, teniendo como objetivo subir a Tercera División de España.

## Clubes
| Club                          | País      | Año             |
| ----------------------------- | --------- | --------------- |
| UD Almería B                  | España    | 2008-2009       |
| Unión Estepona Club de Fútbol | España    | 2009-2010       |
| Lucena Club de Fútbol         | España    | 2010            |
| Real Club Deportivo Fabril    | España    | 2010-2011       |
| Lucena Club de Fútbol         | España    | 2011-2012       |
| Deportivo Aragón              | España    | 2012-2013       |
| Córdoba Club de Fútbol "B"    | España    | 2013-2014       |
| Hércules Club de Fútbol       | España    | 2014-2015       |
| Ermis Aradippou               | Chipre    | 2015-2016       |
| Pattaya United Football Club  | Tailandia | 2016            |
| Bytovia Bytów                 | Polonia   | 2016-2018       |
| Lee Man FC                    | Hong Kong | 2018-2019       |
| Mohun Bagan AC                | India     | 2019-2020       |
| Bengaluru Football Club       | India     | 2020-2025       |
| Montilla Club de Fútbol       | España    | 2025-Actualidad |

## Palmarés

### Campeonatos nacionales
| Título   | Club        | País  | Año  |
| -------- | ----------- | ----- | ---- |
| I-League | Mohun Bagan | India | 2020 |